# Anania shanxiensis
Anania shanxiensis is een vlinder van de familie van de grasmotten (Crambidae). De wetenschappelijke naam van deze soort is voor het eerst voorgesteld als Anania sinensis door Zhaofu Yang en Jean-François Landry in een publicatie uit 2019. Echter, deze naam bleek een junior secundair homoniem van een eerder beschreven taxon namelijk Anania lancealis sinensis (Munroe & Mutuura, 1968). De vervangende naam voor Anania sinensis Yang & Landry, 2019 werd Anania shanxiensis Yang & Landry, 2019. De soortnaam verwijst naar de provincie van de typelocatie.
De soort komt voor in China (Shanxi).